# 골뱅이 (시트콤)
《@골뱅이》는 2000년 10월 16일부터 2001년 11월 16일까지 SBS에서 방영된 청춘시트콤이다.

## 트리비아
한편, 2001년 3월 12일부터 4월 1일까지 한국여성민우회 미디어운동본부가 선정한 '방송프로그램에 나타난 음주-흡연 연기에 대한 모니터분석 결과'에서 지나친 음주장면 1위에 선정되는 불명예를 안아야 했다.

## 방송 시간
| 방송 채널 | 방송 기간                          | 방송 시간                          | 방송 분량 |
| --------- | ---------------------------------- | ---------------------------------- | --------- |
| SBS TV    | 2000년 10월 16일 ~ 2001년 3월 23일 | 매주 평일 저녁 6시 45분 ~ 7시 15분 | 30분      |
| SBS TV    | 2001년 3월 26일 ~ 2001년 11월 16일 | 매주 평일 저녁 6시 40분 ~ 7시 10분 | 30분      |

## 등장 인물

### 주요 인물
- 최상학 : 김효진의 친구 역
- 김효진 : 최상학의 애인 역
- 이동욱 (167회~) : 황지현의 친구 역
- 황지현 : 이동욱의 애인 역
- 김진수 : 조은숙의 친구 역 (중도 하차)
- 김흥수 : 김민석 역 (중도 하차)
- 정은찬 : 강철 역
- 오승은 : 오주희 역
- 전해인 : 전가을 역
- 함소원 : 카페 직원 역
- 이희석 : 카페 매니저 역
- 안정훈 : 안 교수 역 (중도 하차)
- 이영범 : 이 교수 역 (중도 하차)
- 조은숙 : 조교 역
- 김명국 : 학장 역 (중도 하차)
- 이현균 : 검도부 주장 역
- 강소정
- 정성화 : 조형철 역
- 박미선
- 권용운
- 최은주
- 김윤경 : 유정 역
- 이덕화
- 정채경

### 특별출연
- 최주봉 : 김민석의 집에서 같이 지낸 거지 역
- 김정은 : 김민석의 여자친구 역
- 이선진 : 김진수가 불치병을 사칭하면서 만난 여자 역
- 김동수 : 오토바이 수리하는 기사 역
- 홍경민 : 오주희와 만난 짝퉁 가방을 교환하는 남자 역
- 맹봉학 : 누드 모델과 교수 역
- 남포동 : 엉터리 무술 관장 역
- 서유정 : 이영범과 만난 아랫집 여자 역
- 백지영 : 조은숙의 친구 역
- 정민 : 전가을과 만난 다혈질 남자 역
- 공효진 : 강철과 만난 사진관 딸 다림 역
- 이창훈 : 강철과 만난 강지은의 아버지이자 조폭 두목 역
- 정경숙 : 김민석과 전화통화로 김효진이라고 우기는 여자 역
- 박탐희 : 오주희의 친구 조안나 역
- 김채연 : 김진수의 미팅녀이자 조안나의 친구 역
- 원숙희 : 오주희의 친구 역
- 배기성 (캔) : 전가을의 미팅남 역
- 지상렬 : 오주희의 미팅남이자 치과의사 최정우 역
- 한상진 : 최정우의 친구 역
- 서춘화 : 최정우의 여자친구 은하 역
- 도기석 : 강철의 고등학교 친구 김혜석 역
- 권오영 : 김태수 역
- 권민중 : 강철과 만난 덕배의 여자친구 권민중 역
- 권이지 : 권민중의 친구 정미숙 역
- 김단비 : 권민중의 친구이자 룸메이트인 김단비 역
- 김지연 → 김태연 : 같은 하숙집에 사는 권민중과 정미숙의 친구 김지연 역
- 김민희 : 같은 하숙집에 사는 권민중과 정미숙과 김단비와 김지연의 친구 유미 역
- 권혁종 : 권민중의 남자친구 김철수 역
- 고주희 : 미나 역
- 구자미 : 정희 역
- 강우경 : 미영 역
- 곽정욱 : 이상호 역
- 김보영 : 지연 역
- 김사랑 : 유진 역
- 김태희 : 대학생 인턴 방송국 직원 김소연 역
- 김신록 : 철학과 조교 자영 역
- 김현진 : 정지은 역
- 공현주 : 공현주 역
- 김은주 : 고준희 역
- 홍수현 : 방송국 구성작가 서미연 역
- 한희 : 룸메이트와 취업준비생 한지혜 역
- 황윤미 : 캠퍼스 내 인기녀 설정 이유진 역
- 한미진 : 현실적인 성격의 캐릭터 한미진 역
- 이혜미 : 대학생 캐릭터 이혜미 역
- 임유진 : 자유분방한 성격 서진 역
- 허영란 : 강주희 역
- 이진 : 이진 역
- 신지 : 신지 역
- 홍인영 : 이유미 역
- 최우혁 : 최우혁 역
- 류덕환 : 주경환 역
- 변신호 : 김진수와 만난 동네 아줌마 역
- 윤성호 : 조은숙과 만난 강도, 칵테일바에서 벌칙하다가 걸린 불쇼맨 역
- 장정희 : 김민석과 만난 러브모텔의 밖에서 시위하는 아줌마 역
- 이현경 : 결혼정보회사에서 이영범과 만난 맞선녀 이자 조직의 보스 역
- 노현희 : 결혼정보회사에서 이영범과 만난 맞선녀 역
- 골뱅이 (가수)
- 봉두개 : 최 교수 역
- 양미라 : 조은숙의 사촌 동생 역
- 정종준
- 박재훈 : 오주희와 만난 송채연의 남자친구 역
- 이은주 (개그맨) : 조은숙의 마포여고 동창이자 성형 전 김정내 역
- 이선정 : 조은숙의 마포여고 동창이자 성형 후 김정내 역
- 보아 : 김민석의 과외 학생 송정아 역
- 김학준 (아역) : 김진수와 병원에서 만난 백혈병 환자 주현 역
- 핑클
- 김태영 : 정 교수 역
- 고은주 : 이영범과 만난 은행 직원 역
- 심지호 : 김효진을 좋아하는 동수 역
- 정은숙 : 옷가게 직원 역
- 손태영 : 김진수와 만난 홍선경 역
- 심형래
- 비류
- 온조
- 고호경 : 고호경 역
- 길수현
- 김진아
- 김시원
- 김미주
- 하지원
- 고미영 : 이혜진 역
- 김미희 : 서주희 역
- 방경림 : 정은경 역
- 김형범 : 서준호 역
- 박은정 : 서준호의 여자친구 주희 역
- 김대희 : 서준호의 친구 진수 역
- 차승민 : 이수진 역
- 전성은 : 김은주 역
- 이창주 : 박상민 역
- 김민정 : 한지은 역
- 이주나
- 박윤경
- 최규환
- 성인자
- 이주현 : 정재훈 역
- 이재황 : 정기훈 역
- 백승욱
- 윤혜경
- 안재모
- 김승현
- 이요원
- 최정윤
- 최강희
- 한은정
- 이도련
- 권병길
- 이기열
- 김영철 : 유재석 역
- 장은비
- 이상은
- 윤기원
- 김승민
- 고두옥 : 김철수 역
- 강성민
- 신주리
- 박은혜
- 황미선
- 라재웅
- 손종범
- 김주영
- 김석훈
- 김상경
- 김홍표
- 김지호
- 김지영
- 김상중
- 홍록기
- 김성훈
- 조권탁
- 조선주
- 이경화
- 황정미
- 박윤현
- 이다연
- 공유
- 티모시
- 서린
- 김정욱
- 김지혜
- 조현재
- 허정민
- 이의정
- 박진희
- 박현영
- 클릭비
- H.O.T.
- 박희진
- 김혁
- 김성은 : 김지애 역
- 김인문
- 변소정
- 박소현
- 신동엽 : 신동엽 역
- 공형진 : 신동엽의 집에 사는 귀신 역
- 김희정 : 김효진의 친구이자 룸메이트인 역
- 박형준 : 김효진의 남자친구이자 대학 선배인 역
- 강초현
- 김인규
- 엄성태
- 이남규
- 홍석천
- 손민우
- 안선영
- 이태란
- 이자영
- 안연홍
- 윤정수
- 정양
- 이화선
- 정채경
- 차용학
- 손무
- 유기정
- 김창완
- 한설아
- 고동현
- 강기화
- 김영미
- 장근석 : 고등학생 장근석 역
- 박은빈
- 류현경
- 안재홍
- 노형욱

## 결방 사유 및 편성 변경
- 2000년 10월 30일 : 삼성 fn.com 프로야구 한국시리즈 1차전 <현대 : 두산> 스포츠 중계방송으로 인해 결방
- 2000년 11월 3일 : 특집 방송 편성으로 인해 결방
- 2000년 11월 7일 : 삼성 fn.com 프로야구 한국시리즈 7차전 <현대 : 두산> 스포츠 중계방송으로 인해 결방
- 2000년 11월 9일 : 창사특집 순간포착 세상에 이런일이 방송 편성으로 인해 결방
- 2000년 11월 10일 : 창사특집 이경실, 이성미의 진실게임 방송 편성으로 인해 결방
- 2000년 11월 13일 : 창사 10주년 특집 방송국 사람들 방송 편성으로 인해 결방
- 2000년 11월 14일 : 창사 10주년 특집 시청자 여러분 고맙습니다 방송 편성으로 인해 결방
- 2000년 12월 6일 : 제11회 서울가요대상 1,2부 편성으로 인해 결방
- 2000년 12월 29일 : 송년특집 이경실, 이성미의 진실게임 방송 편성으로 인해 결방
- 2001년 1월 1일 : 뉴스타 대행진 방송 편성으로 인해 결방
- 2001년 1월 22일 : 설날특집 웰컴 Mr. 코미디 방송 편성으로 인해 결방
- 2001년 1월 23일 : 설날특집 TV 무한대결 방송 편성으로 인해 결방
- 2001년 1월 24일 : 설날특집 빅스타 마술열전 방송 편성으로 인해 결방
- 2001년 1월 25일 : 설날특집 순간포착 세상에 이런일이 방송 편성으로 인해 결방
- 2001년 1월 26일 : 설날특집 이경실, 이성미의 진실게임 방송 편성으로 인해 결방
- 2001년 3월 13일 : SBS 스포츠 2001 프로농구 중계방송 편성으로 인해 결방
- 2001년 3월 19일 : SBS 스포츠 2001 프로농구 플레이오프2차전 <삼성 : SBS> 중계방송 편성으로 인해 결방
- 2001년 3월 23일 : SBS 스포츠 2001 프로농구 플레이오프 중계방송 편성으로 인해 결방
- 2001년 3월 26일 : SBS 스포츠 2001 프로농구 플레이오프 <SK : LG> 중계방송 편성으로 인해 결방
- 2001년 4월 2일 : SBS 스포츠 2001 프로농구 챔피언 <삼성 : LG> 중계방송 편성으로 인해 결방
- 2001년 4월 6일 : SBS 스포츠 2001 프로농구 중계방송 편성으로 인해 결방
- 2001년 4월 20일 : 이경실, 이성미의 진실게임 방송 편성으로 인해 결방
- 2001년 4월 25일 : 제38회 대종상 시상식 방송 편성으로 인해 결방
- 2001년 8월 2일 : 특집 순간포착 세상에 이런일이 동물구출 대작전으로 인해 결방
- 2001년 8월 17일 : 100회 특집 이경실, 이성미의 진실게임 방송으로 인해 결방
- 2001년 9월 12일 : 삼성 fn.com 프로야구 <삼성 : 기아> 스포츠 중계방송으로 인해 결방
- 2001년 10월 1일 : 추석특집 <올스타 가요대전> 방송 편성으로 인해 결방
- 2001년 10월 2일 : 추석특집 <한가위 SBS MC 총집합> 방송 편성으로 인해 결방
- 2001년 10월 3일 : 추석특집 <특급작전 돈버는 TV> 방송 편성으로 인해 결방
- 2001년 10월 16일 : 삼성 fn.com 프로야구 플레이오프 4차전 <두산 : 현대> 스포츠 중계방송으로 인해 결방
- 2001년 10월 22일 : 삼성 fn.com 프로야구 코리안시리즈 <두산 : 삼성> 스포츠 중계방송으로 인해 결방
- 2001년 10월 25일 : 삼성 fn.com 프로야구 코리안시리즈 <두산 : 삼성> 스포츠 중계방송으로 인해 결방
- 2001년 10월 26일 : 특집 사랑의 손잡기 콘서트 방송 편성으로 인해 결방
- 2001년 11월 13일 : 축구 국가대표 평가전 <한국 : 크로아티아> 스포츠 중계방송으로 인해 결방
- 2001년 11월 14일 : 어린이 만화 포켓몬스터 방송 편성으로 인해 결방